# Te Puru
Te Puru est une localité du côté ouest de la péninsule de Coromandel, située dans l'île du Nord de la Nouvelle-Zélande.

## Situation
La route State Highway 25 /S H 25 (en) traverse la ville de Te Puru.
La ville de Tapu se situe à environ 7 km vers le nord et celle de Thames est à 12 km vers le sud,.
Le cours d’eau nommé Te Puru Stream et environ dix-huit de ses affluents drainent une région de collines raides s’étendant sur 23 km2 au niveau de la chaîne de Coromandel Range (en), qui est presque entièrement recouverte de forêt primaire. 
Le cours d’eau court à travers le village et va se jeter dans le Firth of Thames vers l'ouest. 
Les inondations posent souvent un problème.

## Population
La population de la ville de Te Puru et de Thornton Bay, qui est situé juste au sud, était de 942 habitants lors du recensement de 2006 en Nouvelle-Zélande, en diminution de 12 résidents par rapport à 2001.

## Éducation
L'école est un établissement mixte assurant tout le primaire, allant des années 1 à 8 avec un taux de décile de 6 et un effectif de 162 élèves.

## Histoire
Le secteur de Te Puru a souffert de sévères inondations durant le « weather bomb 2002 », un système de basse pression qui s'accompagna de pluies très intenses et conduisit à des inondations étendues sur toute l’étendue de la péninsule de Coromandel et de la partie sud-ouest de la région de Waikato. 
Te Puru et Waiomu furent compris dans la zone à fort impact de la tempête. 
Les propriétés privées et publiques furent gravement endommagées durant l'inondation.